# Herrarnas 20 kilometer gång vid världsmästerskapen i friidrott 2022
Herrarnas 20 kilometer gång vid världsmästerskapen i friidrott 2022 avgjordes den 15 juli 2022 i Eugene i USA. Totalt 45 idrottare från 24 nationer deltog i tävlingen.
Japanska Toshikazu Yamanishi tog sitt andra raka VM-guld på 20 kilometer gång efter ett lopp på 1 timme, 19 minuter och 7 sekunder. Yamanishis landsman Koki Ikeda tog silver och bronset togs av svenska Perseus Karlström.

## Rekord
Innan tävlingens start fanns följande rekord:
| Rekord                                         | Idrottare             | Tid     | Plats                      | Datum           |
| ---------------------------------------------- | --------------------- | ------- | -------------------------- | --------------- |
| Världsrekord                                   | Yusuke Suzuki (JPN)   | 1:16.36 | Nomi, Japan                | 15 mars 2015    |
| Mästerskapsrekord                              | Jefferson Pérez (ECU) | 1:17.21 | Saint-Denis, Frankrike     | 23 augusti 2003 |
| Världsårsbästa                                 | Vasilij Mizinov (ANA) | 1:17.47 | Sotji, Ryssland            | 31 januari 2022 |
| Afrikanskt rekord                              | Samuel Gathimba (KEN) | 1:18.23 | Nairobi, Kenya             | 18 juni 2021    |
| Asiatiskt rekord                               | Yusuke Suzuki (JPN)   | 1:16.36 | Nomi, Japan                | 15 mars 2015    |
| Nord-, centralamerikanskt och karibiskt rekord | Julio Martínez (GUA)  | 1:17.46 | Eisenhüttenstadt, Tyskland | 8 maj 1999      |
| Sydamerikanskt rekord                          | Jefferson Pérez (ECU) | 1:17.21 | Saint-Denis, Frankrike     | 23 augusti 2003 |
| Europeiskt rekord                              | Yohann Diniz (FRA)    | 1:17.02 | Arles, Frankrike           | 8 mars 2015     |
| Oceaniskt rekord                               | Nathan Deakes (AUS)   | 1:17.33 | Cixi, Kina                 | 23 april 2005   |

## Program
Alla tider är lokal tid (UTC−7).
| Datum   | Tid   | Omgång |
| ------- | ----- | ------ |
| 15 juli | 15:10 | Final  |

## Resultat
Loppet startade den 15 juli klockan 15:09.
| Placering | Namn                    | Nationalitet | Tid     | Noteringar |
| --------- | ----------------------- | ------------ | ------- | ---------- |
| 1         | Toshikazu Yamanishi     | Japan        | 1:19.07 | 0SB0       |
| 2         | Koki Ikeda              | Japan        | 1:19.14 |            |
| 3         | Perseus Karlström       | Sverige      | 1:19.18 | 0SB0       |
| 4         | Samuel Gathimba         | Kenya        | 1:19.25 | 0SB0       |
| 5         | Brian Pintado           | Ecuador      | 1:19.34 | 0PB0       |
| 6         | Caio Bonfim             | Brasilien    | 1:19.51 |            |
| 7         | Álvaro Martín           | Spanien      | 1:20.19 |            |
| 8         | Hiroto Jusho            | Japan        | 1:20.39 |            |
| 9         | Alberto Amezcua         | Spanien      | 1:20.44 |            |
| 10        | César Augusto Rodríguez | Peru         | 1:20.59 |            |
| 11        | David Hurtado           | Ecuador      | 1:21.11 |            |
| 12        | Wayne Snyman            | Sydafrika    | 1:21.23 |            |
| 13        | Wang Kaihua             | Kina         | 1:21.41 | 0SB0       |
| 14        | Cui Lihong              | Kina         | 1:22.17 |            |
| 15        | Francesco Fortunato     | Italien      | 1:22.50 |            |
| 16        | Diego García            | Spanien      | 1:23.21 |            |
| 17        | Declan Tingay           | Australien   | 1:23.28 |            |
| 18        | Andrés Olivas           | Mexiko       | 1:23.26 |            |
| 19        | Rhydian Cowley          | Australien   | 1:23.37 |            |
| 20        | Aleksi Ojala            | Finland      | 1:23.40 |            |
| 21        | José Eduardo Ortiz      | Guatemala    | 1:23.48 |            |
| 22        | Éider Arévalo           | Colombia     | 1:24.32 |            |
| 23        | Jordy Jiménez           | Ecuador      | 1:24.35 |            |
| 24        | Zhang Jun               | Kina         | 1:24.35 |            |
| 25        | Julio César Salazar     | Mexiko       | 1:25.16 |            |
| 26        | Miroslav Úradník        | Slovakien    | 1:25.40 |            |
| 27        | José Oswaldo Calel      | Guatemala    | 1:26.24 |            |
| 28        | Georgiy Sheiko          | Kazakstan    | 1:26.40 |            |
| 29        | Eiki Takahashi          | Japan        | 1:26.46 |            |
| 30        | Matheus Corrêa          | Brasilien    | 1:27.31 |            |
| 31        | Nick Christie           | USA          | 1:28.28 |            |
| 32        | Gianluca Picchiottino   | Italien      | 1:28.33 |            |
| 33        | Kyle Swan               | Australien   | 1:28.43 |            |
| 34        | Choe Byeongkwang        | Sydkorea     | 1:28.56 |            |
| 35        | Quentin Rew             | Nya Zeeland  | 1:29.19 |            |
| 36        | Lucas Mazzo             | Brasilien    | 1:29.32 |            |
| 37        | Dominik Černý           | Slovakien    | 1:29.41 |            |
| 38        | Juan Manuel Cano        | Argentina    | 1:29.47 |            |
| 39        | David Kenny             | Irland       | 1:31.23 |            |
| 40        | Sandeep Kumar           | Indien       | 1:31.58 |            |
| 41        | Luis Henry Campos       | Peru         | 1:34.02 |            |
| 42        | Jesús Calderón          | Mexiko       | 1:35.43 |            |
| 43        | Dan Nehnevaj            | USA          | 1:43.07 |            |
| 44        | Christopher Linke       | Tyskland     | 0DNF0   | 0DNF0      |
| 44        | José Alejandro Barrondo | Guatemala    | 0DSQ0   | 0DSQ0      |